# Adrianu Mare
Adrianu Mare (węg. Nagyadorján) – wieś w Rumunii, w okręgu Marusza, w gminie Gălești. W 2011 roku liczyła 131 mieszkańców.